# Караджа Димитър
Вижте пояснителната страница за други личности с името Димитър Костадинов.
Димитър Костадинов, известен като Караджа Димитър, е български хайдутин.

## Биография
Родом е от град Крушево около 1842-1843 година. На една година вече е сирак, защото турци убиват майка му и баща му. Малкият Димитър остава съвсем сам, след като по-големия му брат Петър забягва във Влашко. Роднините му по тази причина го провождат в Цариград да работи като чирак в една бакалска работилница. Там той овладява турски и гръцки език.
Когато е двадесетгодишен се завръща в Македония и хайдутува близо три години. След това минава Дунава и влиза в четата на Филип Тотю, а след време и в тази на Панайот Хитов. Взима участие в дългия поход на тези чети през Стара планина. В есента на 1867 година минава през Сърбия и отива отново във Влашко. В тази страна Караджата  научава и румънски език. При сформирането на Българското опълчение през 1877 година се записва като доброволец и участва в Руско-турската война (1877-1878).
След Освобождението на България, Караджа Димитър се заселва в село Алфатар, а по-късно се мести в село Караджа ат, където и почива около 1900 година.